# اکاماروف بامی‌خیل
اکاماروف بامی‌خیل (به انگلیسی: Aka Maruf Bami Khel) یک منطقهٔ مسکونی در پاکستان است که در خیبر پختونخوا واقع شده‌است.